# Francisco Fernandes Costa

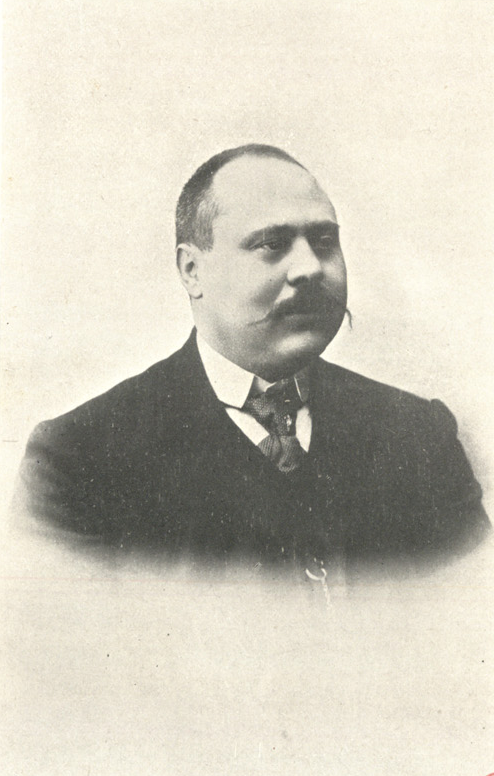
Francisco Fernandes Costa.

Francisco José Fernandes Costa (Foz de Arouce, 19 april 1867 - Figueira da Foz, 19 juli 1925) was een Portugees politicus en eerste minister tijdens de Eerste Portugese Republiek.

## Levensloop

### Studies en beroepsloopbaan
Na zijn schoolopleiding volgde hij een studie in de rechtswetenschappen aan de Universiteit van Coimbra en werd aansluitend advocaat en leerkracht aan het Centraal Gymnasium van Coimbra.
Van 1910 tot 1911 was hij advocaat van de Statelijke Spoorwegmaatschappij (Caminhos de Ferro do Estado) en tegelijkertijd was hij burgerlijk gouverneur van Coimbra en adjudant van de procureur-generaal van de Portugese Republiek. Nadat hij korte tijd consul-generaal in Rio de Janeiro was, werd hij van 1911 tot aan zijn dood voorzitter van de Openbare Kredietmaatschappij (Junta do Crédito Público).

### Politieke loopbaan
Hij begon zijn politieke loopbaan als lid van de Republikeinse Partij (Partido Republicano Português). Nadat die partij uiteenviel, werd hij lid van de op 24 februari 1912 opgerichte Evolutionistische Republikeinse Partij (Partido Republicano Evolucionista). In 1911 werd hij verkozen tot lid van de Assembleia da República, wat hij bleef tot in 1915.
Van juni 1912 tot januari 1913 was hij minister van Marine in de regering van Duarte Leite Pereira da Silva, wat hij van 15 tot en met 17 mei 1915 ook was onder de Constitutionele junta. Van maart 1916 tot april 1917 was hij minister van Gebouwen in de regering van António José de Almeida. Van 1919 tot 1922 was hij opnieuw parlementslid.
Op 15 januari 1920 werd hij door de Almeida, inmiddels president, gevraagd om eerste minister te worden. Dezelfde dag nog trad zijn regering echter af. Deze bizarre episode bij de instabiliteit van de regeringsvormingen ging de Portugese politieke geschiedenis in onder de naam Kabinet van vijf minuten. In zijn regering was hij eveneens minister van Financiën en Vorming.
Van 10 augustus tot en met 19 oktober 1921 was hij nog minister van Handel in de regeringen van Tomé José de Barros Queirós en van  António Joaquim Granjo. Van 30 augustus tot en met 3 september 1921 was hij ad interim minister van Landbouw.
- Virtual International Authority File: 306462326